# Unterglasmühle
Unterglasmühle ist ein Wohnplatz der Stadt Feuchtwangen im Landkreis Ansbach (Mittelfranken, Bayern), der zum Gemeindeteil Hinterbreitenthann gehört. Unterglasmühle liegt in der Gemarkung Vorderbreitenthann.

## Geographie
Die aus zwei Wohn- und mehreren Nebengebäuden bestehende Einöde liegt am Krummbach, einem linken Zufluss der Sulzach. Im Südwesten befindet sich die bewaldete Anhöhe Im Schor. Ein Anliegerweg führt zu einer Gemeindeverbindungsstraße (0,1 km nördlich), die nach Hinterbreitenthann (0,4 km östlich) bzw. nach Oberdallersbach verläuft (1,2 km südwestlich).

## Geschichte
Unter(glas)mühle lag im Fraischbezirk des ansbachischen Oberamtes Feuchtwangen. Das Anwesen hatte das Klosterverwalteramt Sulz als Grundherrn. Von 1797 bis 1808 unterstand der Ort dem Justiz- und Kammeramt Feuchtwangen.
Mit dem Gemeindeedikt (frühes 19. Jahrhundert) wurde Unterglasmühle dem Steuerdistrikt Tauberschallbach und der Ruralgemeinde Vorderbreitenthann zugeordnet. Unter der preußischen Verwaltung (1792–1806) des Fürstentums Ansbach erhielt die Unterglasmühle bei der Vergabe der Hausnummern die Nr. 9 des Ortes Hinterbreitenthann. In dem 1882 erschienenen amtlichen Gemeindeverzeichnis wurde Unterglasmühle letztmals als Ortsteil berücksichtigt. Seitdem zählte das Anwesen wieder zum Ortsteil Hinterbreitenthann. Dieser wurde im Zuge der Gebietsreform am 1. Januar 1972 nach Feuchtwangen eingemeindet.

## Einwohnerentwicklung
| Jahr      | 001836 | 001840 | 001861 | 001871 |
| Einwohner | 6      | 9      | *      | 8      |
| Häuser    | 1      | 1      |        |        |
| Quelle    | [ 7 ]  | [ 8 ]  | [ 9 ]  | [ 10 ] |